# Littlehampton, South Australia
Littlehampton är en ort i Australien. Den ligger i kommunen Mount Barker och delstaten South Australia, omkring 26 kilometer sydost om delstatshuvudstaden Adelaide. Antalet invånare är 2 062.
Närmaste större samhälle är Mount Barker, nära Littlehampton. 
Trakten runt Littlehampton består till största delen av jordbruksmark. Runt Littlehampton är det ganska glesbefolkat, med 35 invånare per kvadratkilometer. Genomsnittlig årsnederbörd är 729 millimeter. Den regnigaste månaden är juni, med i genomsnitt 133 mm nederbörd, och den torraste är december, med 21 mm nederbörd.